# Special Chabbis
Special Chabbis (Special 26) è un film del 2013 diretto da Neeraj Pandey.

## Trama
Nel 1987, il comandante Ajay Singh della squadra speciale CBI chiede forze extra per compiere un raid. Ajay e il suo compagno Sharma sono dei terroristi, che hanno ucciso il primo ministro indiano. Nel frattempo i veri ufficiali Ranveer e Shanti cercano un modo per incastrare Ajay e arrestarlo.
Ajay ha un nuovo piano terroristico: attaccare i commercianti di Bara Bazar a Kolkata. Tuttavia trovano dei problemi perché i giornalisti sono negligenti a pubblicare le vere notizie sul volto dei terroristi. Alla fine Ajay riesce a essere sconfitto, grazie ad un traffico di gioielli falsi, e al pentimento di Sharma.